# マムルーク朝

マムルーク朝
سلطنة المماليك (アラビア語)

マムルーク朝の版図

| 先代                                                                                              | 次代                                                         |
| ------------------------------------------------------------------------------------------------- | ------------------------------------------------------------ |
| アッバース朝 アイユーブ朝 エルサレム王国 アンティオキア公国 トリポリ伯国 キリキア・アルメニア王国 | オスマン帝国 エジプト・エヤレト オスマン帝国領トリポリタニア |
マムルーク朝（マムルークちょう、دولة المماليك Dawla al-Mamālīk）は、エジプトを中心にシリア、ヒジャーズまでを支配したスンナ派のイスラム王朝（1250年 - 1517年）である。首都はカイロ。そのスルターンがマムルーク（奴隷身分の騎兵）を出自とする軍人と、その子孫から出たためマムルーク朝と呼ばれる。一貫した王朝ではあるが、いくつかの例外を除き王位の世襲は行われず、マムルーク軍人中の有力者がスルターンに就いた。

## 歴史

### 建国
13世紀半ばにフランス国王ルイ9世率いる第7回十字軍がエジプトに侵攻してきた際、アイユーブ朝のスルタンサーリフが急死した。サーリフ子飼いのマムルーク軍団バフリーヤ（バフリー・マムルーク）は、サーリフの夫人であった奴隷身分出身の女性シャジャル・アッ＝ドゥッルを指導者とし、1250年にマンスーラの戦いに続くファルスクールの戦いでルイ9世を捕虜として捕らえ十字軍を撃退すると、サーリフの遺児であるがシャジャル・アッ＝ドゥッルの子ではないトゥーラーン・シャーをクーデターによって殺害し、シャジャル・アッ＝ドゥッルを女性スルターンに立てて新政権を樹立した。女性スルターンにはマムルーク以外のムスリム（イスラム教徒）の抵抗が強かったため、同年にシャジャル・アッ＝ドゥッルはバフリーヤの最有力軍人アイバクと再婚し、アイバクにスルターン位を譲った。以後、マムルーク出身者がエジプトのスルターンに立つようになるので、シャジャル・アッ＝ドゥッルもしくはアイバクをマムルーク朝の初代スルターンに数える。
アイバクはかつてのバフリーヤの同僚マムルークを追放し、自身の所有する子飼いのマムルークを立てて権力を確立したが、バフリーヤの支持を受けて権力を保持しつづけていたシャジャル・アッ＝ドゥッルとも対立し、暗殺された。シャジャル・アッ＝ドゥッルもすぐに殺害され、やがてアイバクのマムルークの間からクトゥズが台頭してスルターンとなる。
1260年、モンゴルのフレグの軍がシリアに迫ると（モンゴルのレバント侵攻）、クトゥズはバフリーヤの指導者バイバルスと和解し、アイン・ジャールートの戦いでフレグの将軍キト・ブカ率いるモンゴル軍を破った。この戦いの帰路でクトゥズと再び対立したバイバルスはクトゥズを陣中で殺害し、自らスルターンとなった。
マムルーク朝の事実上の建設者となったバイバルスは、フレグの開いたイルハン朝や、シリアに残存する十字軍国家の残滓と戦い、死去する1277年までにマムルーク朝の支配領域をエジプトからシリアまで広げた。

### バフリー・マムルーク朝
アイバク以降のマムルーク朝の前期は、バイバルスをはじめとして多くがアイユーブ朝のサーリフが創めたバフリーヤの出身者が占めたため、この時期のマムルーク朝はバフリー・マムルーク朝と呼ばれる。
バイバルスの死後、その遺児バラカ、サラーミシュが相次いでスルタンに立ち、バイバルス家によるスルターン位の世襲が図られたが、バイバルスの同僚でバフリーヤの第一人者であった将軍カラーウーンによって、彼らは相次いで廃され、1279年、カラーウーンが自らスルターンの座についた。カラーウーンはバイバルスの政策を継承して、エジプトの国家建設を進めるとともにシリアでの軍事作戦を盛んに行い、1291年、カラーウーンの子アシュラフ・ハリールのときシリアにおける十字軍勢力最後の領土であったアッカーを征服してアイユーブ朝のサラーフッディーン以来の対十字軍戦争を最終勝利に導いた。
しかし、強力な君主であったカラーウーンの死後、マムルーク朝の中央政治は混乱した。アシュラフは在位わずかにして殺害され、幼い弟ナースィル・ムハンマドが立てられるが、やがてカラーウーン子飼いのマムルークたちとアシュラフのマムルークたちとの間で政権を巡る争いがおこり、ナースィルは廃位された。やがてカラーウーン派のマムルークが勝利してナースィルは実権のないスルターンとして復位させられ、1310年に自らクーデターを起こしてようやく親政を確立した。
ナースィルは自身の子飼いのマムルークを登用、領内の検地を行って忠実なアミール（マムルークの将軍）にイクター（徴税権）を授与し、絶対的な支配権を確立した。ナースィルのもとでジョチ・ウルスと同盟を結んでイル・ハン国との和解もはかられ、マムルーク朝の内外の情勢は安定し、首都カイロは国際商業都市・イスラム世界を代表する学術都市として栄えた。
1324年頃、メッカ巡礼の途上だったマリ帝国のマンサ・ムーサ王がカイロに立ち寄り、ナースィルに大量の金の贈り物をしたことでカイロの金の相場が下落したと伝えられている。そのためか、晩年のナースィルは奢侈に走って財政を傾かせ、マムルークの力が強大になった。
ナースィルの死後、彼の子飼いのアミールたちはその子孫をスルターンに立てて傀儡とし、実権なきカラーウーン家の世襲支配が40年続いた。もっとも有力なアミールは大アミールとアターベクを兼ねて国政の実権を握ったが、その地位を巡る政争も激しく、スルターンや大アミールの失脚が繰り返し発生した。

### ブルジー・マムルーク朝
1382年、バルクークはカラーウーン家のスルターンを廃して自ら王位に就いた。バルクークはチェルケス人主体のブルジー軍団の出身のマムルークで、バルクーク以降、マムルーク朝の主体となるマムルークがそれまでのバフリー・マムルークからブルジー・マムルークに移るため、この時期のマムルーク朝をブルジー・マムルーク朝あるいはチェルケス・マムルーク朝と呼んでいる。
ブルジー・マムルーク朝では、スルタンの世襲は行われなくなり、スルタンは有力アミールの間から互選で選ばれる第一人者となっていた。この制度のため、アミールたちはスルタン候補となる有力アミールのもとで軍閥を形成し、軍閥同士の派閥争いによってマムルーク間の内紛はいっそう激しくならざるを得なかった。
15世紀にはペストの流行をきっかけにカイロの繁栄に陰りが見え始め、マムルーク朝を支えたエジプトの経済も次第に沈降に向かった。16世紀初頭にはインド洋貿易にポルトガル人が参入し、1509年にはマムルーク朝の海軍はインドのディーウ沖でポルトガルのフランシスコ・デ・アルメイダ率いる艦隊に敗れた（ディーウ沖の海戦）。陸上ではオスマン朝との対立が深まり（オスマン・マムルーク戦争）、1516年、北シリアのアレッポ北方で行われたマルジュ・ダービクの戦いでセリム1世率いるオスマン軍に大敗を喫した。翌年、セリム1世はカイロを征服し（リダニヤの戦い）、マムルーク朝は滅亡した。

## マムルーク朝の国制
マムルーク朝のスルタンは世襲せずマムルーク出身であったため、支配下のエジプトにおいては非アラブ系の外来者であった。そのため、バイバルスの時代にアッバース朝の末裔（ムスタンスィル2世）を首都カイロで名目上のカリフに立て（マムルーク朝におけるカリフとスルタンの関係は、日本史における天皇と征夷大将軍の関係やカトリック教会における教皇と神聖ローマ皇帝の関係に例えられることもある。）、またイスラム教の三大聖地であるメッカ（マッカ）、メディナ（マディーナ）、エルサレム（クドゥス）の保護者としてイスラムの慣習に則った支配者としての権威を保証し、当時のスンナ派イスラム世界における盟主となった。
ムタワッキル3世（アッバース朝最後のカリフ）は、1517年にマムルーク朝が滅ぼされた時に、オスマン帝国皇帝セリム1世によってイスタンブールに連れ去られた後、監禁されて子孫へのカリフ位継承が途絶えて消滅した。
アイユーブ朝期からバフリー・マムルーク朝期のマムルークは、テュルク系遊牧民やモンゴル人、クルド人が中心で、ブルジー・マムルーク朝期からオスマン朝期にはチェルケス人など北カフカス出身の者が多かった。奴隷商人の手でエジプトに連れてこられた彼らはスルタンや有力アミールによって購入されるとナイル川中州（バフル）やカイロの城砦（ブルジ）に設けられた兵営で軍事教練を受け、奴隷身分から解放されてマムルーク軍団に編入され、特に能力を認められた者はスルタンの側近から十人長、四十人長、百人長とアミールの位へと昇進することができ、宮廷の官職や地方総督職を任せられる有力アミールへの道が全てのマムルークに開かれていた。彼らは解放後も奴隷としての購入者である主人と強い主従関係を持ち、また同じ主人をもつマムルーク同士とは同門として固い同門意識に結ばれた、家族的な結合を誇った。スルタンはかつて同じ主人を頂いた同門のマムルークたちの第一人者であり、スルタン交代にあたっては、前スルタンの盟友や前スルタン自身の子飼いのマムルークの有力者が立って新スルタンとなり、再びスルタンを中心とする同門意識に基づいた人的結合を築きあげることによってマムルーク朝は維持された。

## 歴代スルターン

### バフリー・マムルーク朝
1. シャジャル・アッ＝ドゥッル（女）（在位：1250年）
2. ムイッズ・アイバク（在位：1250年 - 1257年）
3. マンスール・アリー（在位：1257年 - 1259年）
4. ムザッファル・クトゥズ（在位：1259年 - 1260年）
5. ザーヒル・バイバルス（在位：1260年 - 1277年）
6. サイード・バラカハーン（在位：1277年 - 1279年）
7. アーディル・サラーミシュ（在位：1279年）
8. マンスール・カラウーン（在位：1279年 - 1290年）
9. アシュラフ・ハリール（在位：1290年 - 1293年）
10. ナースィル・ムハンマド（在位：1293年 - 1294年）
11. アーディル・キトブガー（在位：1294年 - 1296年）
12. マンスール・ラージーン（在位：1296年 - 1299年）
13. ナースィル・ムハンマド（復位）（在位：1299年 - 1309年）
14. ムザッファル・バイバルス（在位：1309年 - 1310年）
15. ナースィル・ムハンマド（復位）（在位：1310年 - 1341年）
16. マンスール・アブー＝バクル（在位：1341年）
17. アシュラフ・クジュク（在位：1341年 - 1342年）
18. ナースィル・アフマド（在位：1342年）
19. サーリフ・イスマーイール（在位：1342年 - 1345年）
20. カーミル・シャーバーン（在位：1345年 - 1346年）
21. ムザッファル・ハーッジー（在位：1346年 - 1347年）
22. ナースィル・ハサン（在位：1347年 - 1351年）
23. サーリフ・サーリフ（在位：1351年 - 1354年）
24. ナースィル・ハサン（復位）（在位：1354年 - 1361年）
25. マンスール・ムハンマド（在位：1361年 - 1363年）
26. アシュラフ・シャーバーン（在位：1363年 - 1377年）
27. マンスール・アリー（在位：1377年 - 1381年）
28. サーリフ・ハーッジー（在位：1381年 - 1382年）
29. ザーヒル・バルクーク（在位：1382年 - 1389年）
30. サーリフ・ハーッジー（在位：1389年 - 1390年）

### ブルジー（チェルケス）・マムルーク朝
1. ザーヒル・バルクーク（在位：1390年 - 1399年）
2. ナースィル・ファラジュ（在位：1399年 - 1405年）
3. マンスール・アブド・アルアズィーズ（在位：1405年）
4. ナースィル・ファラジュ（復位）（在位：1405年 - 1412年）
5. ムアイヤド・シャイフ（在位：1412年 - 1421年）
6. ムザッファル・アフマド（在位：1421年）
7. ザーヒル・タタール（在位：1421年）
8. サーリフ・ムハンマド（在位：1421年 - 1422年）
9. アシュラフ・バルスバーイ（在位：1422年 - 1438年）
10. ザーヒル・ジャクマク（在位：1438年 - 1448年）
11. アズィーズ・ユースフ（在位：1448年）
12. ザーヒル・ジャクマク（復位）（在位：1448年 - 1453年）
13. マンスール・ウスマーン（在位：1453年）
14. アシュラフ・イーナール（在位：1453年 - 1460年）
15. ムアイヤド・アフマド（在位：1460年 - 1461年）
16. ザーヒル・フシュカダム（在位：1461年 - 1467年）
17. ザーヒル・ヤルバーイ（在位：1467年 - 1468年）
18. ザーヒル・ティムルブガー（在位：1468年）
19. アシュラフ・カーイトバーイ（在位：1468年 - 1495年）
20. ナースィル・ムハンマド（在位：1495年 - 1498年）
21. ザーヒル・カーンスーフ（在位：1498年 - 1499年）
22. アシュラフ・ジャーンバラート（在位：1499年 - 1501年）
23. アーディル・トゥーマーンバーイ（在位：1501年）
24. アシュラフ・カーンスーフ・ガウリー（在位：1501年 - 1516年）
25. アシュラフ・トゥーマーンバーイ（在位：1516年 - 1517年）